# Handley Page Hyderabad
Handley Page H.P.24 Hyderabad là một loại máy bay ném bom hạng nặng hai tầng cánh của Anh, do hãng Handley Page chế tạo cho Không quân Hoàng gia giai đoạn 1925-1933. Đây là máy bay ném bom hạng nặng làm bằng gỗ cuối cùng phục vụ trong RAF.

## Quốc gia sử dụng
Anh Quốc
- Không quân Hoàng gia

## Tính năng kỹ chiến thuật (Hyderabad)
Dữ liệu lấy từ The British Bomber since 1914 
Đặc điểm tổng quát
- Kíp lái: 4
- Chiều dài: 59 ft 2 in (18,04 m)
- Sải cánh: 75 ft 0 in (22,87 m)
- Chiều cao: 16 ft 9 in (5,11 m)
- Diện tích cánh: 1.471 ft² (136,7 m²)
- Trọng lượng rỗng: 8.910 lb (4.050 kg)
- Trọng lượng có tải: 13.590 lb (6.177 kg)
- Động cơ: 2 × Napier Lion V hoặc VA, 500 hp (373 kW)  mỗi chiếc

 Hiệu suất bay 
- Vận tốc cực đại: 95 kn (109 mph, 175 km/h)
- Tầm bay: 435 nmi (500 mi, 805 km)
- Trần bay: 14.000 ft (4.270 m)
- Vận tốc lên cao: 800 ft/phút (4,1 m/s)
- Tải trên cánh: 9,24 lb/ft² (45,2 kg/m²)
- Công suất/trọng lượng: 0,074 hp/lb (0,12 kW/kg)

Trang bị vũ khí

- Súng: 3 × súng máy Lewis .303 in (7,7 mm)
- Bom: 1.100 lb (499 kg) bom